# سعید مهدوی
سعید مهدوی نماینده مشهد در دوره هجدهم مجلس شورای ملی بود.
پدرش آقا رضا رئیس‌التجار خراسانی فرزند حاجی ابوالقاسم ملک‌التجار اصفهانی، از ملاکان خراسان و بازرگانان و ملاکان ممتاز ایران بود که بیش از ۱۲۰ پارچه دهات در شیروان و سبزوار داشت. رئیس التجار هفت دوره به نمایندگی مجلس شورای ملی انتخاب شد و در دورهٔ اول نمایندهٔ صنف تجار (یکی از طبقات ششگانهٔ دارای حق رأی) از ایالت خراسان بود.
روستای ملک‌آباد (هم‌اکنون باغ ملک‌آباد متعلق به آستان قدس رضوی) و روستای احمدآباد (هم‌اکنون خیابان احمدآباد) متعلق به رئیس‌التجار و برادرش حاج محمدتقی ملک التجار بودند که سر مالکیت آن‌ها با رضا شاه پهلوی درگیری‌هایی به وقوع پیوست. او 
با این پشتوانه خانوادگی، سعید مهدوی در انتخابات دوره هجدهم مجلس شورای ملی که در دوم و سوم بهمن ۱۳۳۲ برگزار شد، به نمایندگی مشهد رسید. برادرش ابراهیم مهدوی نیز در دوران محمدرضا شاه پهلوی دو بار به وزارت کشاورزی منصوب شد.